# Rue Georges-et-Maï-Politzer
La rue Georges-et-Maï-Politzer est une voie située dans le quartier de Picpus du 12e arrondissement de Paris.

## Situation et accès
La rue Georges-et-Maï-Politzer est desservie par la ligne 8 à la station Montgallet.

## Origine du nom

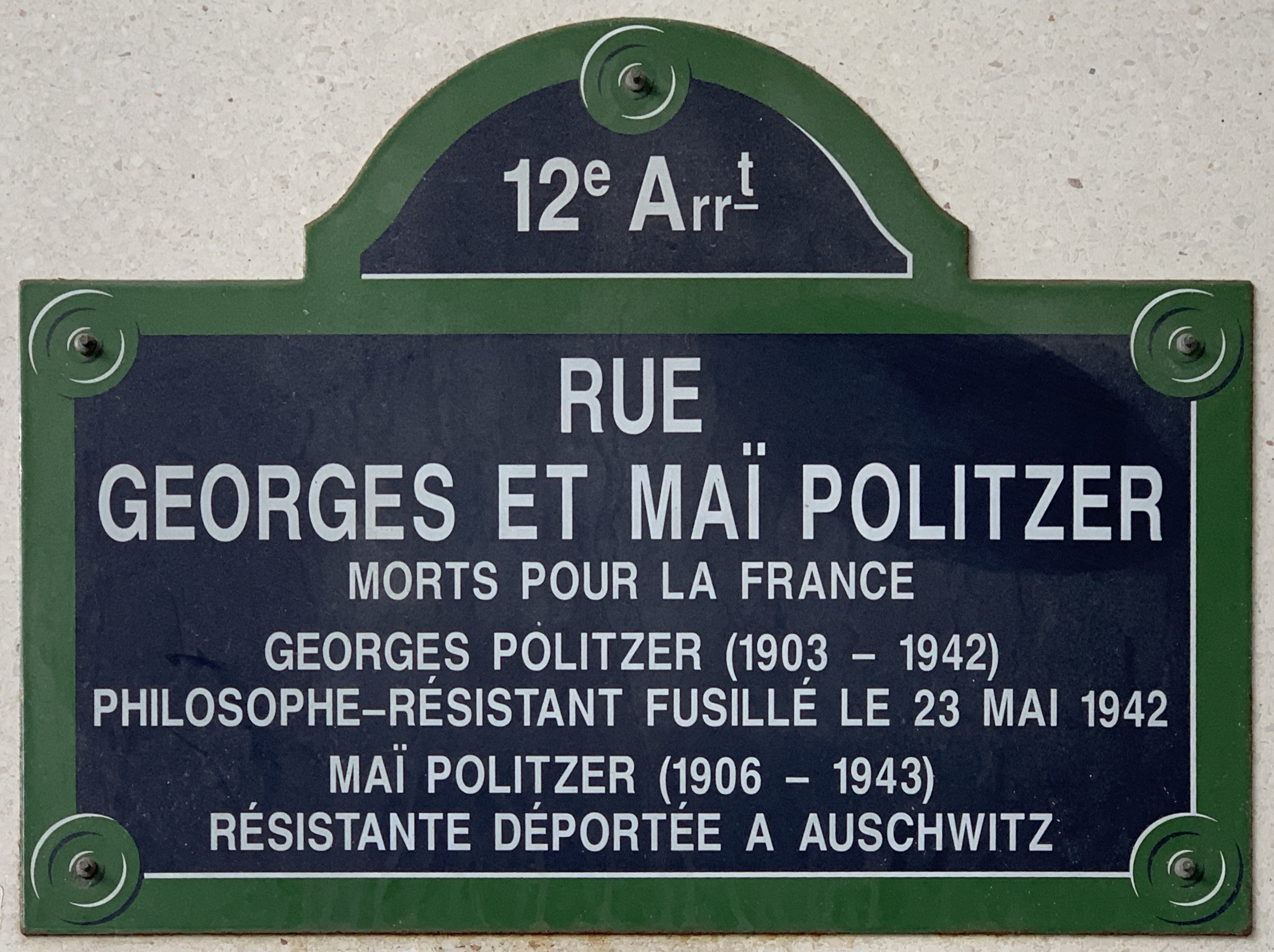
Plaque de la rue.

Elle porte le nom du professeur de philosophie et résistant communiste, Georges Politzer, fusillé en 1942 au mont Valérien par les Allemands, et de son épouse Marie Politzer dite Maï, elle aussi résistante, déportée et morte du typhus à Auschwitz en 1943. 

## Historique
La voie est créée dans le cadre de l'aménagement de la ZAC Reuilly sous le nom provisoire de « voie DH/12 » et prend sa dénomination actuelle par arrêté municipal du 17 mars 1998. 

## Bâtiments remarquables et lieux de mémoire
- Le jardin partagé du 12[2].